# Missionsgesellschaft von Boa Nova
Die Missionsgesellschaft von Boa Nova (portugiesisch: Missionários dà Boa Nova;  lateinisch: Societas Lusitano pro Missionibus; Ordenskürzel: SMP) ist eine Gesellschaft apostolischen Lebens mit Sitz der Generalleitung in Lissabon, Portugal.
Die Missionsgesellschaft wurde am 3. Oktober 1930 von João Evangelista de Lima Vidal gegründet und von der Kurie am 24. Oktober 1932 anerkannt. Die Gesellschaft hat ca. 220 Mitglieder (Stand 2006). Seit 2007 ist Albino Manuel Valente dos Anjos, der António José da Rocha Couto nachfolgte, der Generalsuperior des Ordens. Bekannte Ordensmitglieder sind:
- José dos Santos Garcia, SMP, Altbischof von Pemba, Mosambik
- António José da Rocha Couto, SMP, Weihbischof in Braga, Portugal